# 亚中兔耳草
亚中兔耳草（学名：Lagotis integrifolia）为玄参科兔耳草属下的一个种。其种加词“integrifolia”意为“全缘叶的”。